# Pleocoma linsleyi
Pleocoma linsleyi är en skalbaggsart som beskrevs av Hovore 1971. Pleocoma linsleyi ingår i släktet Pleocoma och familjen Pleocomidae. Inga underarter finns listade i Catalogue of Life.